# Charles H. Sawyer

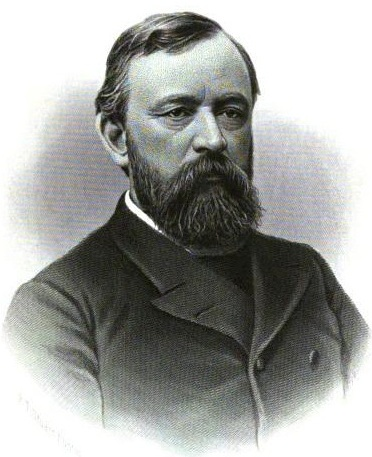
Charles H. Sawyer

Charles Henry Sawyer (* 30. März 1840 in Watertown, Jefferson County, New York; † 18. Januar 1908 in Dover, New Hampshire) war ein US-amerikanischer Politiker und von 1887 bis 1889 Gouverneur des Bundesstaates New Hampshire.

## Frühe Jahre und politischer Aufstieg
Im Jahr 1849 kam Charles Sawyer mit seinen Eltern nach Dover in New Hampshire. Dort besuchte er die Grundschule und die Franklin Academy. Danach begann er für die Sawyers Woolen Mills Company zu arbeiten, eine Firma, die seinem Vater gehörte. Bis zum Jahr 1881 brachte er es dort bis zum Firmenchef. Er wurde außerdem Direktor einer Bank und einer Eisenbahngesellschaft. Sawyer engagierte sich in seiner Heimatstadt Dover auch auf kirchlichem Gebiet.
Charles Sawyer begann seine politische Laufbahn im Stadtrat von Dover. Er war Mitglied der Republikanischen Partei. Zwischen 1869 und 1871 und nochmals von 1876 bis 1878 war er Abgeordneter im Repräsentantenhaus von New Hampshire. 1881 war er im Beraterstab von Gouverneur Charles Henry Bell. Im Jahr 1884 nahm er als Delegierter an der Republican National Convention teil.

## Gouverneur von New Hampshire
Bei den Gouverneurswahlen des Jahres 1887 kandidierte Sawyer für die Republikaner. Der Ausgang der Wahl war sehr knapp und wurde dann von der Legislative zu seinen Gunsten entschieden. Daraufhin konnte er sein neues Amt am 2. Juni 1887 antreten. Während seiner Amtszeit vertrat er seinen Staat auf zahlreichen Veranstaltungen in den gesamten Vereinigten Staaten. Als Gouverneur legte er sein Veto gegen ein von der Legislative verabschiedetes Eisenbahngesetz ein, und er ernannte William E. Chandler zum neuen US-Senator.

## Weiterer Lebenslauf
Nach dem Ende seiner Gouverneurszeit zog sich Sawyer in den Ruhestand zurück. Er starb im Jahr 1908 in Dover. Mit seiner Frau Susan Ellen Cowan hatte er fünf Kinder.